# Kanta Kajiyama
Kanta Kajiyama (梶山 幹太 Kajiyama Kanta?), född 24 april 1998 i Niigata prefektur, är en japansk fotbollsspelare.
Kajiyama började sin karriär 2017 i Nagoya Grampus. 2018 flyttade han till SC Sagamihara.